# 海禁
海禁，又稱洋禁，是一种鎖國政策，旨在禁止民间私自出海，有謂「片板不許下海，艨艟巨艦反蔽江而來，寸貨不許下番，子女玉帛恒滿載而去」，也限制外國商人前往本國通商。具体实施隨著时間變遷而有张有弛，即「严禁」及「弛禁」之分。海禁的目的是為消滅反叛勢力、打擊海盜及走私，保障社會穩定。然而，實際上真正受到打擊的是本國經濟、對外的貿易及漁業、外交關係，以及科技知识的学习与人文交流，因此歷代以來各政府的海禁最後都不了了之，並最終以開港通商收場。此外海盜和走私商人的活動亦反而因為海禁而更加猖獗，對本國及其周邊國家的社會和經濟發展產生了消極影響。
中国历史上，海禁橫跨元、明、清三代。元代曾經四次實施海禁，每次持续时间都比較短，共約11年，对海外贸易並未产生嚴重負面影响。明代海禁始於中葉時東南沿海不堪倭寇襲擾，而清代則為入關後不久的初期，為封鎖抗清的明鄭政權而實施，其程度不僅為歷代最強，而且持续時間長達多年。此時正值大航海時代，中國的貿易與外交的缺席，海禁也成為其他境外勢力崛起的契機，如東南亞陶瓷業等等因此得到發展。另一方面，藩屬國例如琉球等國家，亦因為海禁的關係，利用獨佔與中國中转貿易的契機而抽取大量利益。日韓亦曾實行海禁。朝鲜王朝皆實行海禁逾200年，規定指定國籍和商人外，官民禁止与別國商人貿易。

## 明朝海禁
| 年份（公元）    | 事件                              |
| 1367年          | 設立黃渡市舶司                    |
| 1368年          | 明朝建国                          |
| 1370年          | 撤銷黃渡市舶司                    |
| 1371年          | 海禁令                            |
| 1374年          | 廢除三處「市舶司」                |
| 1381年          | 海禁令                            |
| 1384年          | 明太祖命令湯和經略東南            |
| 1387年          | 因倭寇猖獗，遷島嶼居民往內陸      |
| 1390年          | 海禁令                            |
| 1394年          | 禁止使用蕃香及蕃貨                |
| 1397年          | 海禁令                            |
| 1399年          | 靖難之變                          |
| 1402年          | 海禁令                            |
| 1404年          | 海禁令                            |
| 1405年至 1433年 | 海禁令 鄭和下西洋                 |
| 1433年          | 海禁令                            |
| 1449年          | 海禁令 土木堡之變                 |
| 1452年          | 海禁令                            |
| 1459年          | 海禁令                            |
| 1509年          | 廣州開港                          |
| 1522年          | 葡萄牙帝國艦船砲撃被驅逐 廣州封港 |
| 1523年          | 寧波之亂 海禁令                   |
| 1524年          | 海禁令                            |
| 1526年          | 日本石見銀山正式開礦              |
| 1529年          | 海禁令 廣東貿易重開               |
| 1533年          | 海禁令 日本引入「灰吹法」鑄銀     |
| 1547年          | 浙江巡撫朱紈上任                  |
| 1549年          | 朱紈被罷官，后自殺                |
| 1567年          | 隆慶開關：月港開港                |
| 1592年          | 萬曆朝鮮之役，月港封港            |
| 1593年          | 日本退兵，月港開港                |
| 1644年          | 清兵入關                          |

### 海禁的實施

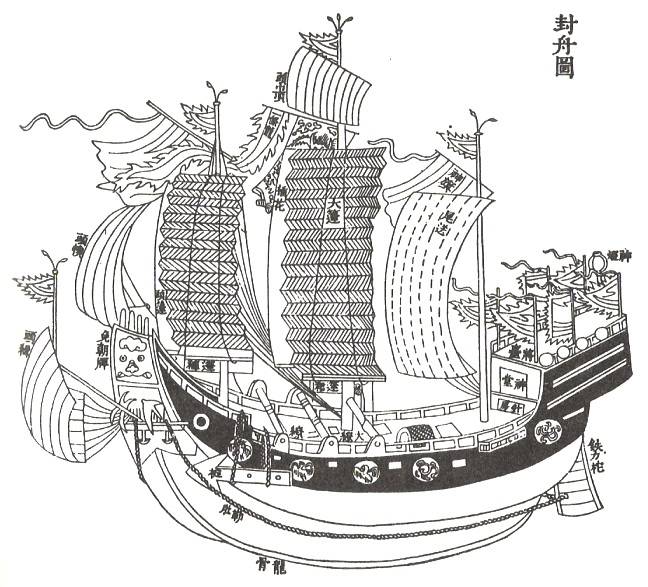
明代大型帆船

「海禁」是明朝的一项鎖國性質的基本國策，從洪武年間到隆慶年間，實行了近200年，縱貫大半個明朝。形成了成熟的海禁政策與概念。明朝海禁嚴格禁止人民對外通商貿易，限制外国人到中国进行贸易。明朝唯恐禁海不力，有关海禁的诏令每过几年就會重申一遍。
明朝海禁时期规定人民不但“片板不许入海”，甚至民船造得稍大一些就是违法。《大明律》规定：“若奸豪势要及军民人等，擅造三桅以上违式大船，将带违禁货物下海，前往番国买卖，潜通海贼，同谋结聚，及为向导劫掠良民者，正犯比照已行律处斩，仍枭首示众，全家发边卫充军。其打造前项海船，卖与夷人图利者，比照将应禁军器下海者，因而走泄军情律，为首者处斩，为从者发边充军。”
海禁的起源則是跟海盜有關，元末起義軍領袖之一的朱元璋擊敗其他義軍，於公元1368年建立明朝。一方面，明朝前期倭寇猖獗。據《明史》及《明實錄》記載，仅1368年至1374年七年間，倭寇對中國沿岸的侵擾次數就多達二十三次。
此時正值日本的南北朝內戰，流離失所的日本平民為逃避戰亂，紛紛流亡海上。1392年（明洪武25年），日本北朝的足利氏吞併南朝，不少南朝遺臣相繼逃亡出海，與日本浪人組成武裝，形成倭寇，侵擾中國沿岸地區。另一方面，曾割據江南沿海州縣的張士誠和方國珍，自被朱元璋擊敗后，其部下亡命海上，勾結日本浪人，侵擾山東、南直隸、福建等沿海地區。有鑒於蘇、松、常、嘉、湖等州是張士誠的舊地，朱元璋因而對以上地区採取歧視性政策，所征田賦較其他地區高出十倍以上，當地百姓不堪其苦，流亡他鄉，或作為倭寇嚮導。此外，閩浙大族亦為了利益私通倭寇。
為了防止沿海反叛势力私通倭寇，洪武三年（1370年），明廷“罢太仓黄渡市舶司”；洪武四年（1371年）十二月頒布「禁海令」，規定：“……仍禁濒海民不得私出海”；洪武七年（1374年），明朝撤销了自唐朝起就存在的负责海外贸易的福建泉州、浙江明州（今宁波）、广东广州三處市舶司。
永乐年间虽有郑和下西洋，但海禁政策较洪武年间更为严苛。永乐二年(1404年)诏令“原有海船者，悉改为平头船，所在有司，防其出入”。永乐五年（1407年）甚至在安南也实行海禁：“亦不许军民人等私通外境，私自下海贩鬻番货”。

### 倭寇侵襲

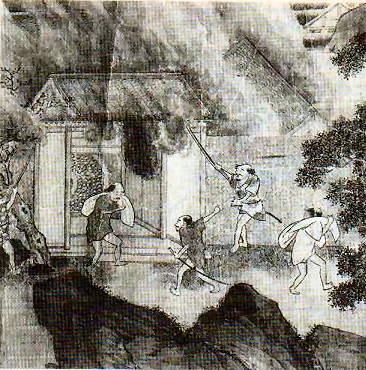
倭寇侵襲

明朝洪武、永乐年间，因当时明朝国力较强，没有造成重大影响。同時，洪武、永乐年间大力打擊海上的商業活動，阻礙海上貿易發展。因为明朝政治腐败，海防松弛，并实施闭关锁国措施，加上日本当时战乱频发，一些武士和海盗与部分受到海禁负面影响的明朝商人联合，入侵中国，以至倭寇横行，在大片沿海城市展开掠夺。

### 隆慶開港
直到16世紀中葉，明廷為了重建海上秩序，對海禁存廢產生嚴重分歧。隆慶元年（1567年），福建巡抚涂泽民请开海禁並获准。但是，明朝僅開放了福建漳州的月港一處口岸，而且只允許泉州和漳州的商人對外貿易，並且禁止對日貿易，史稱「隆慶開關」。由於政府部分開放海禁，得以缓解。

## 清朝海禁
清前中期的对外贸易，包括延续前明的11年传统朝贡贸易时期（1644-1655年），29年的海禁时期（1655-1684年）和其后158年的开海贸易时期，其中开海贸易时期包括73年的四口通商（1685-1757年）和85年的一口通商（1757-1842年）

### 禁海與遷界
顺治三年(1646年)编制的《大清律》保留了《大明律》中有关“私出外境及违禁下海”的条文。顺治四年(1647年)因广东平定颁发的“恩诏”中说：“广东近海，凡系漂洋私船，照旧严禁”。顺治十年的一份户部题本说：“自我朝鼎革以来，沿海一带，俱有严禁”。不过，当时的海禁政策并未真正执行，清人根本不知有海禁。甚至康熙十五年(1676年)时任江苏巡抚的慕天颜在《请开海禁疏》也说：“记顺治六七年间，彼时禁令未设”。
为了削弱、消灭郑成功等抗清力量，早在顺治十二年（公元1655年），浙闽总督屯泰奏请“沿海省份，应立严禁，无许片帆入海，违者置重典。”顺治十三年（1656年）六月，清廷正式颁布“禁海令”，敕谕浙江、福建、广东、江南、山东、天津各省督抚提镇曰：“严禁商民船只私自出海，有将一切粮食、货物等项与逆贼贸易者，……不论官民，俱行奏闻正法，货物入官，本犯家产尽给告发之人。该管地方文武各官不行盘诘擒辑，皆革职，从重治罪；地方保甲通同容隐，不行举首，皆论死。”然而，海禁实行五年未达到预期效果。
順治十六年（公元1659年），鄭成功率領南明軍隊北伐失利後，退守廈門，清廷趁明軍新敗之際，派遣安南將軍達素率領清軍進入福建，並將浙江明安達禮屬下八旗軍以及沿海各省綠營水軍，都歸達素親自指揮，企圖消滅鄭成功麾下明軍，史稱「廈門戰役」。在該戰役中，鄭成功麾下明軍大勝，清廷沿海各省水師在此戰中幾乎全軍覆滅，其海上力量受到毀滅性打擊，故此在顺治十八年（1661年），清廷采纳了黄梧的“遷界令”，将東南沿海居民內遷三十至五十里，村社田宅悉皆焚弃。康熙年间早期也曾多次重申海禁政策。
| 年份（公元） | 事件                                         |
| 1644年       | 清兵入關                                     |
| 1655年       | 海禁令                                       |
| 1656年       | 海禁令                                       |
| 1661年       | 遷界令                                       |
| 1662年       | 海禁強化 鄭氏佔領臺灣                        |
| 1667年       | 海禁令                                       |
| 1668年       | 禁止外國商船來航                             |
| 1672年       | 海禁令                                       |
| 1673年       | 海禁令 三藩之亂                              |
| 1679年       | 澳門陸路貿易開放                             |
| 1680年       | 海禁緩和                                     |
| 1681年       | 三藩之亂結束                                 |
| 1683年       | 鄭氏投降 廢除遷界                            |
| 1684年       | 海禁廢除 廈門、廣東設置海關 允許外國商船來航 |
| 1685年       | 上海、寧波海關設置                           |
| 1708年       | 米禁                                         |
| 1717年       | 南洋海禁                                     |
| 1727年       | 南洋海禁解除                                 |
| 1739年       | 北洋米禁解除                                 |
| 1742年       | 設定商船回航的期限                           |
| 1757年       | 一口通商開始                                 |
| 1759年       | 絲類禁止輸出                                 |
| 1764年       | 絲類輸出解除                                 |
| 1840年       | 鴉片戰爭 第一次通商戰爭                      |
| 1842年       |                                              |

### 展界與弛禁
康熙亲政后，一些地方逐渐“开边展界”，人民回乡复业。康熙七年(1668年)，郑氏已退守臺湾，广东先行松弛海禁。康熙八年（1669年）允许沿海居民复界。平定三藩之亂的战争即将结束之际，福建总督范承谟、姚启圣，江苏巡抚慕天颜，福建巡抚吴兴祚，广东巡抚李士祯等先后上疏，要求废除海禁，准民出海贸易。其中以康熙十五年(1676年)慕天颜的《请开海禁疏》最具代表性，由其中所述“今则盛京、直隶、山东之海船固听其行矣，海洲云臺之弃地亦许复业矣，香山、澳门之陆路再准贸贩矣”可知此时北方的沿海省份已解除海禁，唯江浙闽粤四省尚在禁列之中，但江苏和广东的部分地区已弛禁。
康熙二十二年（1683年），清朝平定明鄭台灣，正式展界。所谓“展界”，就是安排在顺治十八年前后被迁界令强迁的沿海居民复归故土。十一月，康熙帝将吏部侍郎杜臻、内阁学士席柱差往福建、广东主持沿海展界事宜，行前谕曰：“迁移百姓事关紧要，当查明原产给还原主，尔等会同总督巡抚安插，务使兵民得所。”
康熙二十三年（1684年），清朝正式开海，准许百姓对外贸易，并在“粤东之澳门（一說廣州）、福建之漳州府、浙江之宁波府、江南之云臺山”分别设立粤海关、闽海关、浙海关、江海关作为管理对外贸易和征收关税的机构。江浙闽粤四大海关总领各自所在省的所有海关口岸，通常下辖十几至几十个海关口岸。

### 定點通商與縮禁貿易
康熙五十六年(1717年)，清廷禁止南洋贸易，但并未禁止东洋贸易和西洋贸易。雍正五年(1727年)，时隔十年后清廷重新开放南洋贸易。乾隆二十二年（1757年），乾隆帝以海防重地規範外商活動為理由，谕令西洋商人只可以在广东通商。

### 被迫开放
第一次鸦片战争后，由于清朝战败，满清政府为了保住自身统治，除了被迫割地赔款，随之也被迫全面解除海禁，自此，清朝長達200多年的海禁政策結束。

## 明清海上貿易
明末隆慶開關後，尽管明朝对海上貿易秩序的控制薄弱，但海上贸易仍有所发展，郑氏集团的规模为此提供了充分证明。东南亚欧洲殖民当局的一些文献从另一方面提供了明末海上贸易有所发展的证据。据统计，萬曆十六年以前，從廣州出口到馬尼拉的貨物總值為22萬西元，其中絲貨量值為19萬西元；萬曆二十一年的絲貨值達到25萬西元。崇禎九年以前，每艘開往墨西哥的“大帆船”，登記運載中國絲貨為300—400箱至500箱。萬曆八年至十八年，每年運往果阿的絲貨為3000石，價值銀為24萬兩，利潤達36萬兩；崇禎九年，絲貨達6000石，贏利72萬兩。當時，不僅日本、葡萄牙和西班牙人穿上了中國絲綢，而且東南亞土著、墨西哥印第安人和黑人也都普遍穿著中國的絲綢與棉布服裝。
清初康熙開海前，中國的海上貿易仍維持相當大的規模。康熙開海後，海上貿易量持續增長，貿易港口擴大，貿易國家、商船數量、進出口商品數量和貿易商品流通量值均不斷增加，對海上貿易的監管也較明代有效得多。但此后的海禁，使得清朝日渐落后于世界。